# Daichi Tagami
Daichi Tagami (田上 大地 Tagami Daichi?, Chiba, 16 de junio de 1993) es un futbolista japonés que juega como defensa en el Fagiano Okayama de la J1 League.

## Trayectoria

### Clubes
| Club                     | País  | Año       |
| ------------------------ | ----- | --------- |
| V-Varen Nagasaki         | Japón | 2016-2018 |
| Kashiwa Reysol           | Japón | 2019-2021 |
| Albirex Niigata (cedido) | Japón | 2020-2021 |
| Albirex Niigata          | Japón | 2022-2023 |
| Fagiano Okayama          | Japón | 2024-     |